# توماس کینکید
توماس کینکید (به انگلیسی: Thomas Kinkade) (زاده ۱۹ ژانویه ۱۹۵۸ در ساکرامنتو، کالیفرنیا، درگذشت ۶ آوریل ۲۰۱۲ لس‌گاتوس، کالیفرنیا)، نقاش آمریکایی بود.

## زندگی شخصی
کینکید در ۱۹ ژانویه ۱۹۵۸ در ساکرامنتو متولد شد. او در دانشگاه کالیفرنیا در برکلی و کالج هنری طراحی در پاسادینا تحصیل کرد. در سال ۱۹۸۲ با نانت ویلی ازدواج کرده و این زوج صاحب چهار دختر شدند: مریت (متولد ۱۹۸۸)، چندلر (متولد ۱۹۹۱)، وینزور (متولد ۱۹۹۵) و اورت (متولد ۱۹۹۷) که نام همه آنها به نام هنرمندان مشهور است. او و همسرش بیش از یک سال قبل از مرگش در سال ۲۰۱۲ از هم جدا شده بودند.
توماس در ۵۴ سالگی، در خانه‌اش در مونته سرنو، کالیفرنیا درگذشت و در گورستان مادرونیا در ساراتوگا، کالیفرنیا به خاک سپرده شد. خانواده کینکید در ابتدا گفتند که به نظر می‌رسد او به دلایل طبیعی مرده‌است، اما پس از کالبد شکافی مشخص شد که مرگ وی بر اثر «مسمومیت حاد» ناشی از الکل و دیازپام بوده‌است. در تأیید کالبد شکافی، امی پینتو-والش، دختری که بیست ماه قبل با کینکید وارد رابطه شده بود گفت: «توماس شب قبل از مرگش در خانه بوده و مشروب می‌نوشیده‌است.» وی همچنین اظهار داشت که «این هنرمند در خواب، بسیار شاد، در خانه ای که ساخته بود و با نقاشی‌هایی که دوست داشت درگذشت.»
نانت ویلی، همسر کینکید که دو سال قبل درخواست طلاق داده بود، بعداً بنیاد خانواده کینکید را تأسیس کرد. برادر توماس، پاتریک کینکید، استاد بخش عدالت جنایی در دانشگاه مسیحی تگزاس در شهر فورت ورث است.
پس از مرگ کینکید، همسرش به دنبال دستور منع امی پینتو-والش، دوست دختر توماس کینکید بود تا از انتشار علنی اطلاعات و عکس‌های مربوط به کینکید که «شخصاً برای همسر کینکید ویران‌کننده خواهد بود» جلوگیری کند. در پایان سال، در دسامبر ۲۰۱۲، نانت کینکید و امی پینتو-والش اعلام کردند که به یک توافق خصوصی رسیده‌اند.

## آثار نقاشی
توماس کینکید که تابلوهایش از چشم‌اندازها، کلیساها و کلبه‌ها بود، او را به شهرت و ثروتی فراوان رسانده بود.
گفته می‌شود آثار نقاشی او بیش از هر هنرمند زنده‌ای در آمریکا خریداری می‌شد.
آثار خیال‌انگیز کینکید در آمریکا سالیانه به مبلغی حدود ۱۰۰ میلیون دلار به فروش می‌رفت ولی در میان منتقدان هنری محبوبیت نداشت.
تابلوهای کینکید از مناظری ساکن همچون باغ‌ها و کلیساها و تعدادی از آن‌ها نیز بر اساس صحنه‌هایی از کتاب مقدس بود.
او می‌گفت مسیحی معتقدی است و خود را «نقاش نور» می‌نامید.
او یک بار گفته بود که با والت دیزنی، سازنده انیمیشن و بنیان‌گذار دیزنی‌لند، و نورمن راکول، نقاش و تصویرگر مردم‌پسند آمریکایی، در یک چیز مشترک است و آن این است که او هم می‌خواهد مردم را شادمان کند.
بر اساس آنچه در وبسایتش آمده، نقاشی‌های کینکید به شکل‌های مختلف روی پارچه، کاغذ، تقویم‌ها، جلد مجلات، کارت‌های تبریک، بشقاب‌های یادگاری بازچاپ می‌شدند.
برآورد می‌شود که آثار کینکید در ۱۰ میلیون خانه در آمریکا موجود باشد.